# Muhammad Khiyabani
Muhammad Khiyabani també Xaikh Mohammad Khiābāni al-Tabrizi (1879-1920) fou un religiós i polític persa.
Va néixer a Khamaneh a l'Azerbaidjan Persa i va estudiar al seu poble i després al Daguestan on vivia el seu pare que era comerciant. Després va estudiar fikh a Tabriz i va arribar a mudjtahid dirigint la pregària pública.
Es va afiliar al partit socialdemòcrata i va esdevenir membre influent del consell provincial de l'Azerbaidjan que va tenir un paper clau en la deposició del xa Muhàmmad-Alí Xah Qajar (1907-1909) que s'oposava a la constitució. El 1911 com a membre del parlament va fer aprovar el rebuig d'un ultimàtum rus, però el regent Nasir al-Mulk va dissoldre el parlament i el va acceptar. Llavors va haver de fugir a Rússia però va tornar en secret a Tabriz.
Després de la revolució russa els revolucionaris van retirar les imposicions russes a Pèrsia (tractats de 1907 i 1915) i Khiyabani i els seus seguidors van fundar llavors el Partit Demòcrata i el diari Tadjaddud on atacava durament als britànics i especialment al cos dels British South Persia Rifles.
Abans del final de la I Guerra Mundial els otomans van envair l'Azerbaidjan i van entrar a Tabriz i Khiyabani fou arrestat i empresonat a Ridaiyya. Al final de la guerra fou alliberat i va poder tornar a Tabriz. El 1919 els britànics van signar un acord amb Wuthuk al-Dawla que els donava el control de l'exèrcit, les finances i les duanes perses, però per influència de Khiyabani i altres el tractat fou rebutjat pel Parlament.
Wuthuk va dissoldre el Partit Democrata i va dimitir tot seguit. Khiyabani i els seus es van revoltar contra el nou govern de Mushir al-Dawla i l'abril va proclamar el govern d'Azadistan (Azadistan = País de la Llibertat) format bàsicament per l'Azerbaidjan persa. Mushir va nomenar governador de l'Azerbaidjan a Mukhhbir al-Saltana (Mahdi Kufi Hidayat) que va posar fi a la revolta al cap de sis mesos (setembre) i va matar a Khayabani (Mukhbir va al·legar que s'havia suïcidat).